# Lindi (région)
Pour les articles homonymes, voir Lindi (homonymie).
La région de Lindi est une région du sud-est de la Tanzanie, bordée par l'océan Indien. La région est divisée en six districts administratifs :

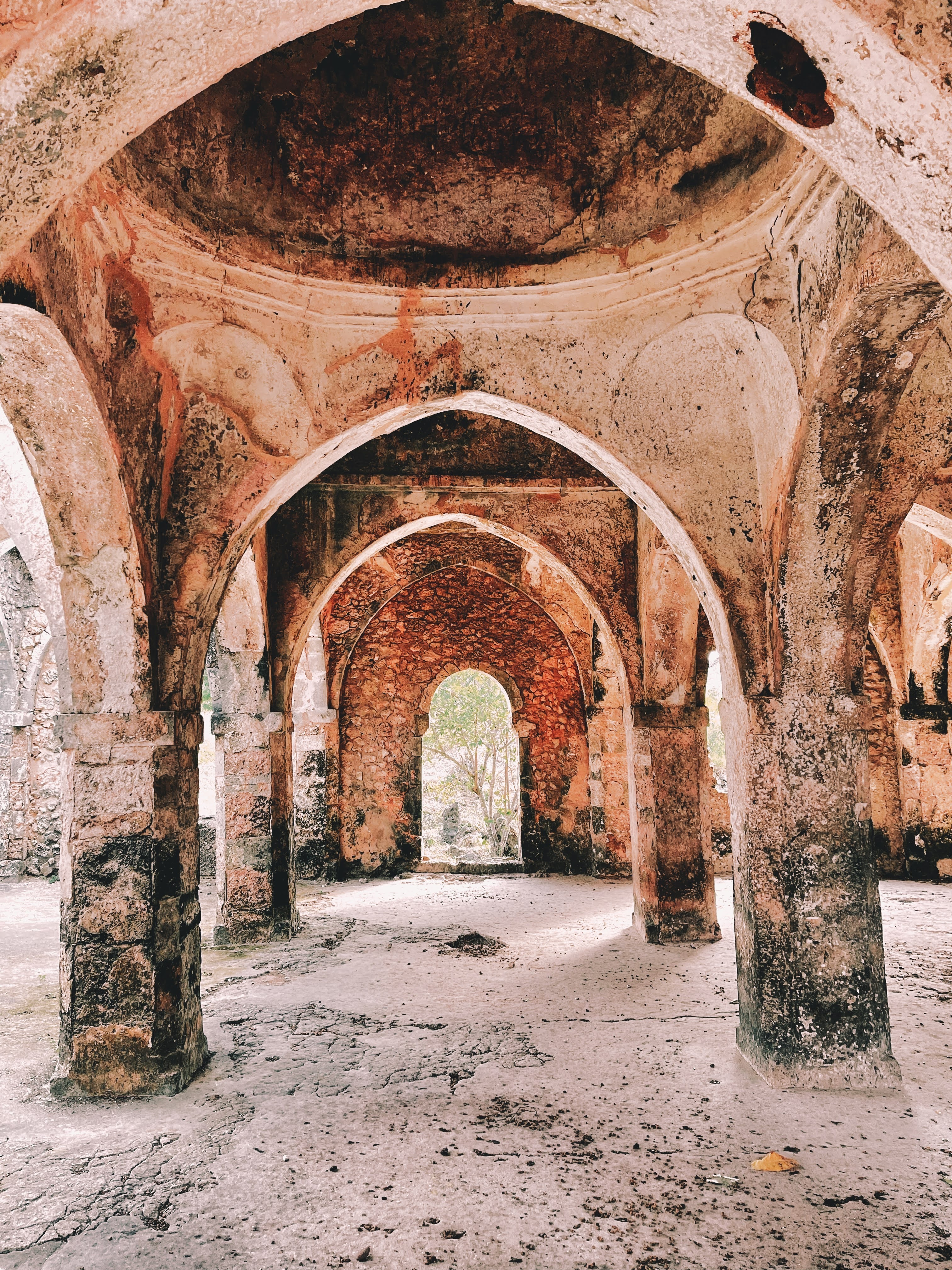
Grande mosquée de Kilwa dans le quartier de Kilwa Masoko, district de Kilwa, région de Lindi

- Liwale
- Kilwa
- Ruangwa
- Nachingwea
- Lindi Rural
- Lindi Urban